# Leptidea
Leptidea is een geslacht uit de orde van de vlinders (Lepidoptera) en de familie van de witjes (Pieridae).
De wetenschappelijke naam werd gepubliceerd in 1820 door Billberg.

## Soorten
Leptidea omvat de volgende soorten:
- Leptidea amurensis (Ménétriés, 1858)
- Leptidea darvazensis Bolshakov, 2004
- Leptidea descimoni Mazel, 2004
- Leptidea duponcheli (Staudinger, 1871)
- Leptidea gigantea (Leech, 1890)
- Leptidea lactea Lorković, 1950
- Leptidea morsei (Fenton, 1882)
- Leptidea reali Reissinger, 1990
- Leptidea serrata Lee, 1955
- Leptidea sinapis (Linnaeus, 1758)
- Leptidea yunnanica Koiwaya, 1996